# Umm Salal
Umm Salal (Arabisch: أم صلال) is een gemeente in Qatar.
Umm Salal telde in 2004 bij de volkstelling 31.605 inwoners.
Al Ghuwariyah · Al Jumaliyah · Al Khawr · Al Wakrah · Ar Rayyan · Ash Shamal · Doha · Jariyan al Batnah · Mesaieed · Umm Salal